# Géographie de l'Espagne
L'Espagne est un pays ouvert sur la mer Méditerranée et sur l'océan Atlantique. Elle occupe, avec le Portugal et le territoire de Gibraltar, la péninsule Ibérique. La chaîne des Pyrénées marque la frontière avec la France et avec la principauté d'Andorre au nord. Au sud, le détroit de Gibraltar la sépare du Maroc. Étendue sur 505 990 km2, elle comprend des archipels (Baléares, îles Canaries) et deux enclaves en Afrique (Ceuta et Melilla).
L'Espagne se trouve en Europe. Son régime politique est celui de la monarchie constitutionnelle. Le gouvernement et les institutions centrales siègent à Madrid. Elle est organisée en communautés autonomes, sur un modèle de décentralisation, mais non pas fédéral,  selon la Constitution de 1978.
Enfin, l'Espagne appartient au monde méditerranéen par son histoire, sa culture et son milieu physique.

## Géographie physique
Quelques chiffres :
- Longueur des frontières : 6 885 km
- Longueur des côtes de la péninsule : 4 872 km, dont côte méditerranéenne : 2 058 km
- Frontières terrestres : 2 013 km
  - dont 720 km avec la France et Andorre
  - 1 292 km avec le Portugal
- Latitudes : 43°48' N / 27°38' N
- Longitudes : 18°10' W / 4°20' E
- Conflits géographiques

### Conflits de souveraineté
Le Portugal ne reconnaît pas la municipalité d'Olivenza (Olivença en portugais) comme territoire espagnol. À la suite du congrès de Vienne (1815), l'Espagne avait manifesté la volonté de faire rétrocession de  territoires qu'elle occupait. Mais Olivenza est resté un territoire portugais administré par l'Espagne. Le Portugal estime que ses droits de souveraineté sur cette ville sont intangibles et que sa constitution (art. 5, al. 3) rend impossible que ce territoire soit reconnu comme espagnol.
Il existe également un conflit non clarifié au sujet de la zone économique exclusive (ZEE) du Portugal dans les eaux territoriales des îles Selvagens (un petit archipel au nord des îles Canaries), sous autorité portugaise.
L'Espagne les réclame au titre que ces dernières ne se trouvent pas sur une plaque continentale distincte, en accord avec l'article 121(2) de la Convention des Nations unies sur le droit de la mer. Le statut des Iles Salvagens en tant que simples rochers ou au contraire d'îles est donc au cœur du débat. Ces îles constituent aujourd'hui une réserve naturelle dont les seuls résidents sont deux gardes du parc naturel de Madère. Année après année, les autorités portugaises ont saisi des bateaux de pêche espagnols naviguant dans ces zones pour cause de pêche illégale et plusieurs survols non autorisés des forces aériennes espagnoles ont été dénoncés aux gouvernements concernés.

### Relief

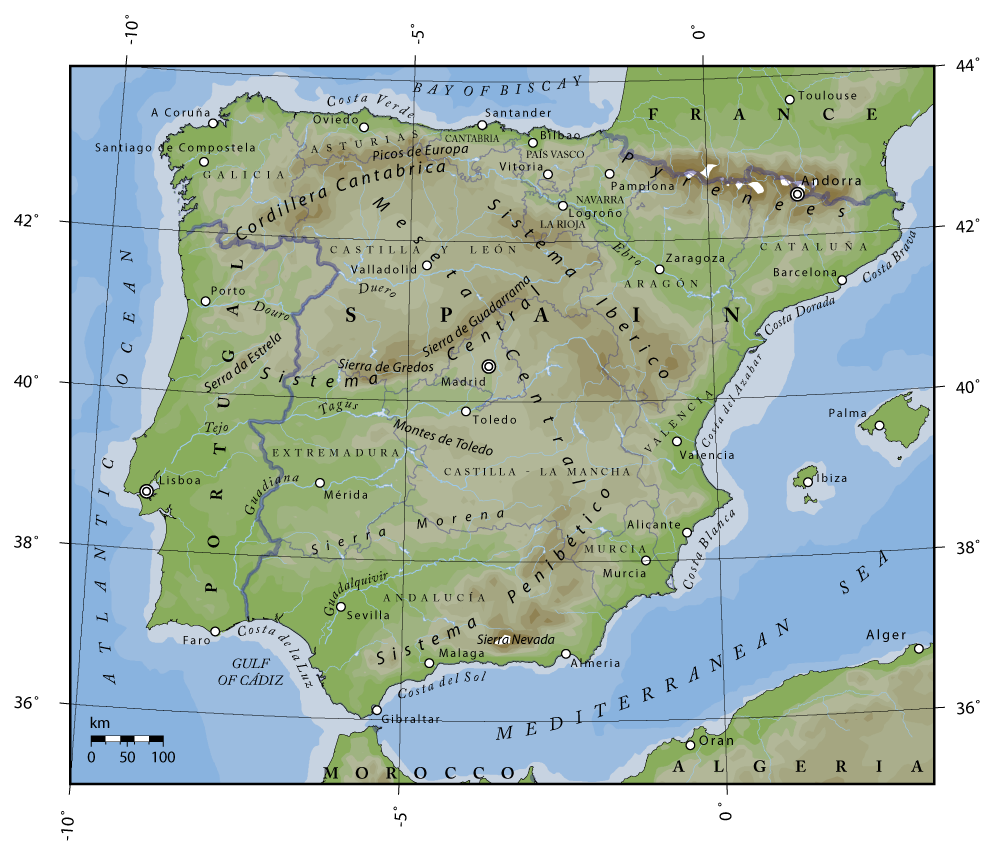
Relief de l'Espagne - Carte A

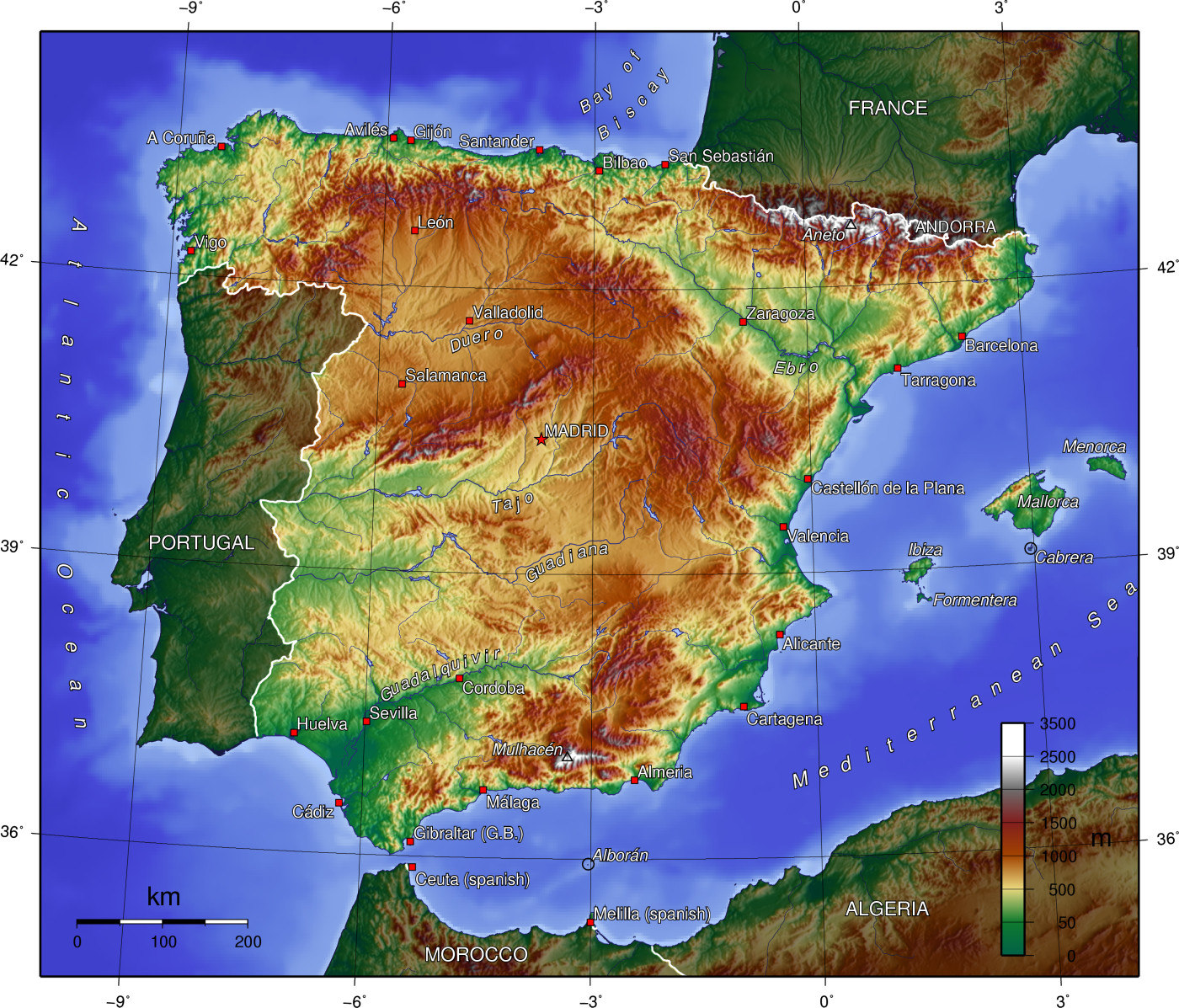
Relief de l'Espagne - Carte B

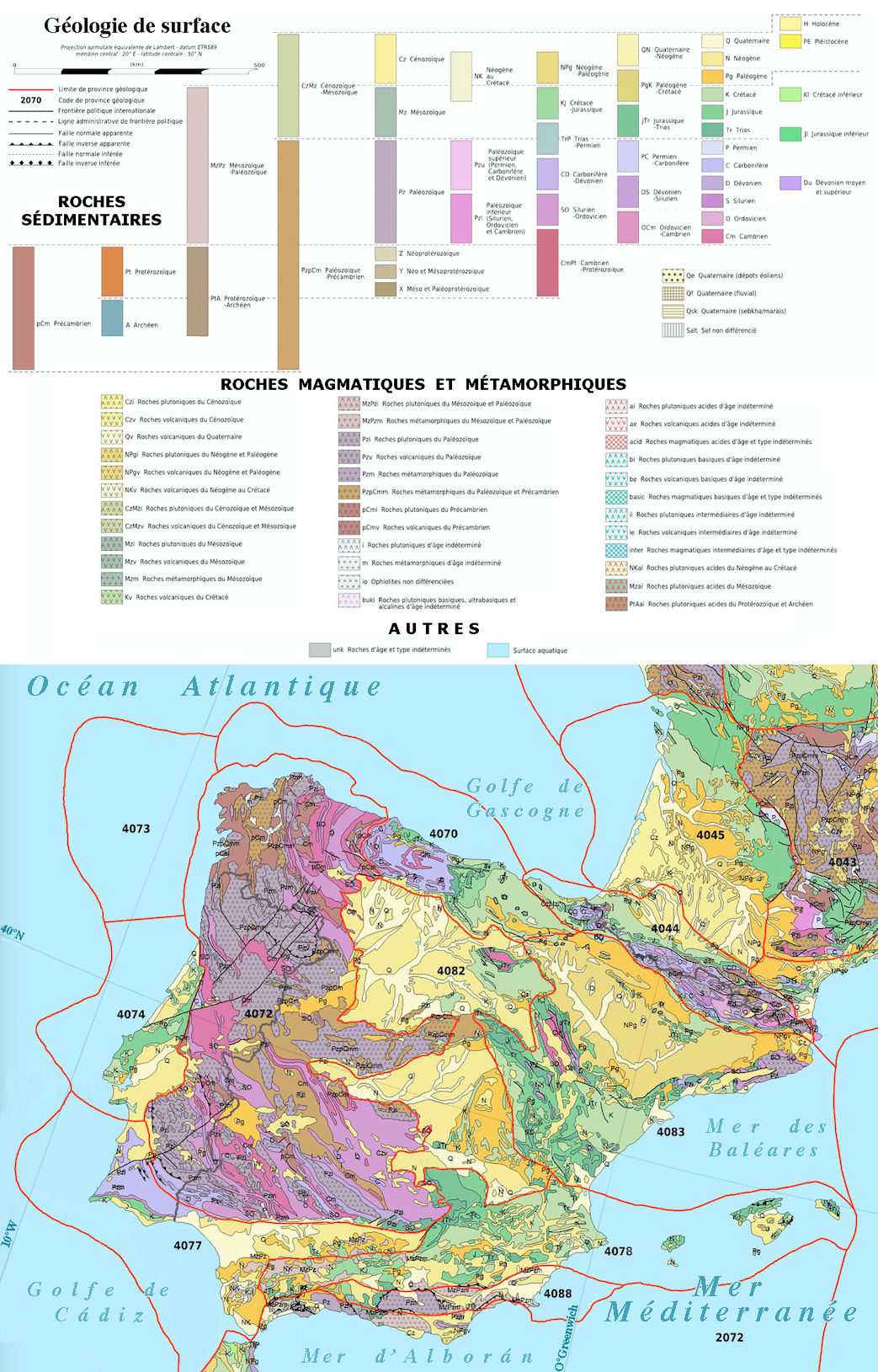
Géologie de l'Espagne - Carte C

Le relief de l'Espagne est connu pour être assez élevé, avec une altitude moyenne de 660 mètres, assez montagneux si on le compare aux autres pays européens. Seuls la Suisse et l'Autriche, ainsi que les micro-États d'Andorre et du Liechtenstein ont un relief moyen supérieur. Dans l'Espagne continentale, le relief s'organise autour de la Meseta centrale (plateau central) qui occupe la majeure partie du centre de la péninsule Ibérique et qui a une altitude moyenne de 660 mètres. Au-delà de la meseta, on trouve au sud-ouest la dépression du Guadalquivir et au nord-est celle de l'Èbre.
Les massifs montagneux sont nombreux et occupent près de la moitié du territoire. Les Pyrénées au nord-est et les cordillères Bétiques (Cordilleras Béticas ou sistemas Béticos) au sud-est, sont les massifs les plus élevés et sont situés loin de la Meseta centrale.
En bordure de la Meseta, on trouve au nord la cordillère Cantabrique, au nord-est le système ibérique (ou monts Ibériques) et la sierra Morena au sud. À l'intérieur de la Meseta, on trouve le Système central et au sud du Tage les monts de Tolède.
Le point culminant de l'Espagne continentale est le mont Mulhacén (de 3 478 à 3 482 mètres selon les sources) situé dans le Sud de l'Espagne dans la chaîne de la Sierra Nevada. Le Teide, dans l'archipel des îles Canaries, le dépasse de près de 240 mètres (altitude de 3 715 à 718 mètres selon les sources). La plus grande partie de l'Espagne est occupée par les plateaux de la Meseta au centre, bordés par des chaînes de montagnes. Les vallées sont étroites et situées à proximité du littoral ou des fleuves. La plus grande plaine se trouve au sud, autour de l'estuaire du Guadalquivir, dans la région de Séville.
Les chaînes de montagne en Espagne :
- Espagne continentale :

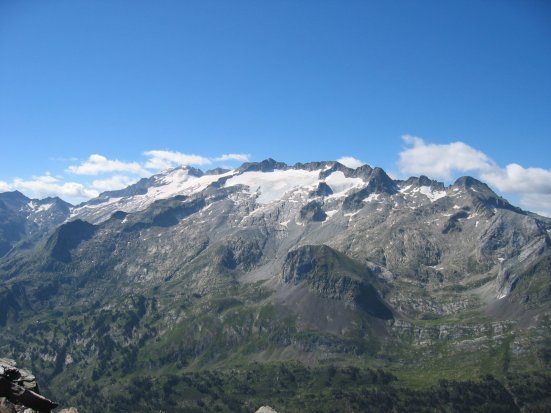
Pic d'Aneto, Pyrénées, Espagne (3404 m)

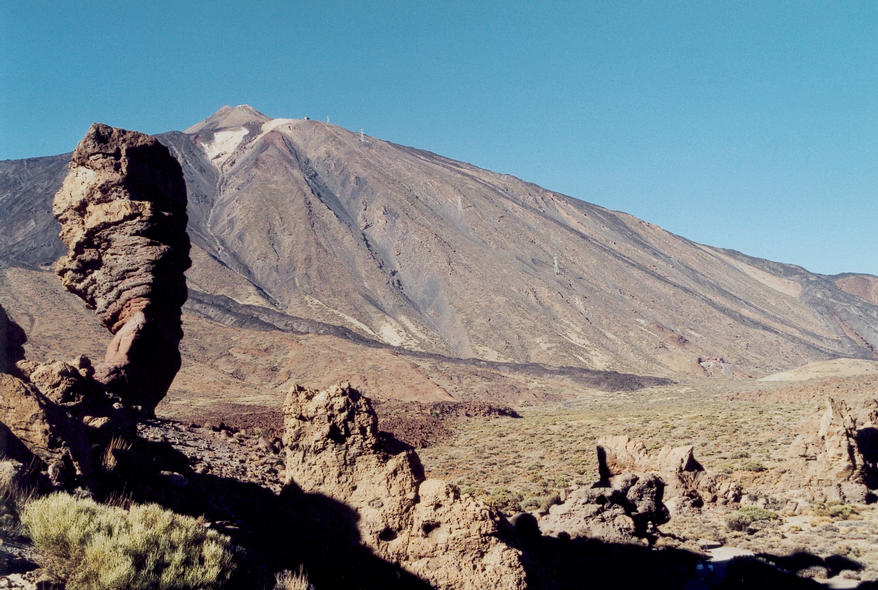
El Teide, volcan des Canaries. Le point culminant de l'Espagne.

  - Sierra Nevada : Mulhacén (3 479 m)
  - Monts Cantabriques (Cordillera Cantábrica), Pics d'Europe (2 649 m)
  - Système ibérique (Cordillera Ibérica)
  - Sierra Morena
  - Sierra de Ayllón
  - Somosierra
  - Sierra de Guadarrama
  - Sierra de Gredos (2 591 m)
  - Sierra de Béjar
  - Peña de Francia
  - Sierra de Gata
  - Monts de Tolède
  - Massif galicien
  - Sierra de la Demanda
  - Cebollera
  - Picos de Urbión
  - Monts ibériques, Mont Moncayo (2 314 m)
  - Sierra de Gádor
  - Sierra de la Contraviesa
  - Sierra de Albarracín
  - Serranía de Cuenca
  - Maestrazgo (2 024 m)
  - Sierra Madrona (1 323 m)
  - Despeñaperros
  - Pyrénées : Pic d'Aneto (3 404 m) ; Pic des Posets (3 375 m) ; Pica d'Estats (3 143 m)
  - pré-Pyrénées : Serra del Cadí (2 649 m)
  - Cordillera Penibética
  - Cordillera Subbética
  - Sierra de Grazalema
  - Sierra de Cazorla
  - Sierra de Segura (1 967 m)
- îles Baléares :
  - Majorque : Serra de Tramuntana ; Sierras de Levante
- îles Canaries :
  - Tenerife : Teide (3 715 m)
  - La Palma : Roque de los Muchachos (2 428 m)
  - Grande Canarie : Pic de las Nieves (1 950 m)

Le littoral espagnol :
- Costa Brava
- Golfe de Valence
- Costa Blanca
- Costa del Sol
- Golfe de Cadix
- Golfe de Gascogne

### Hydrographie

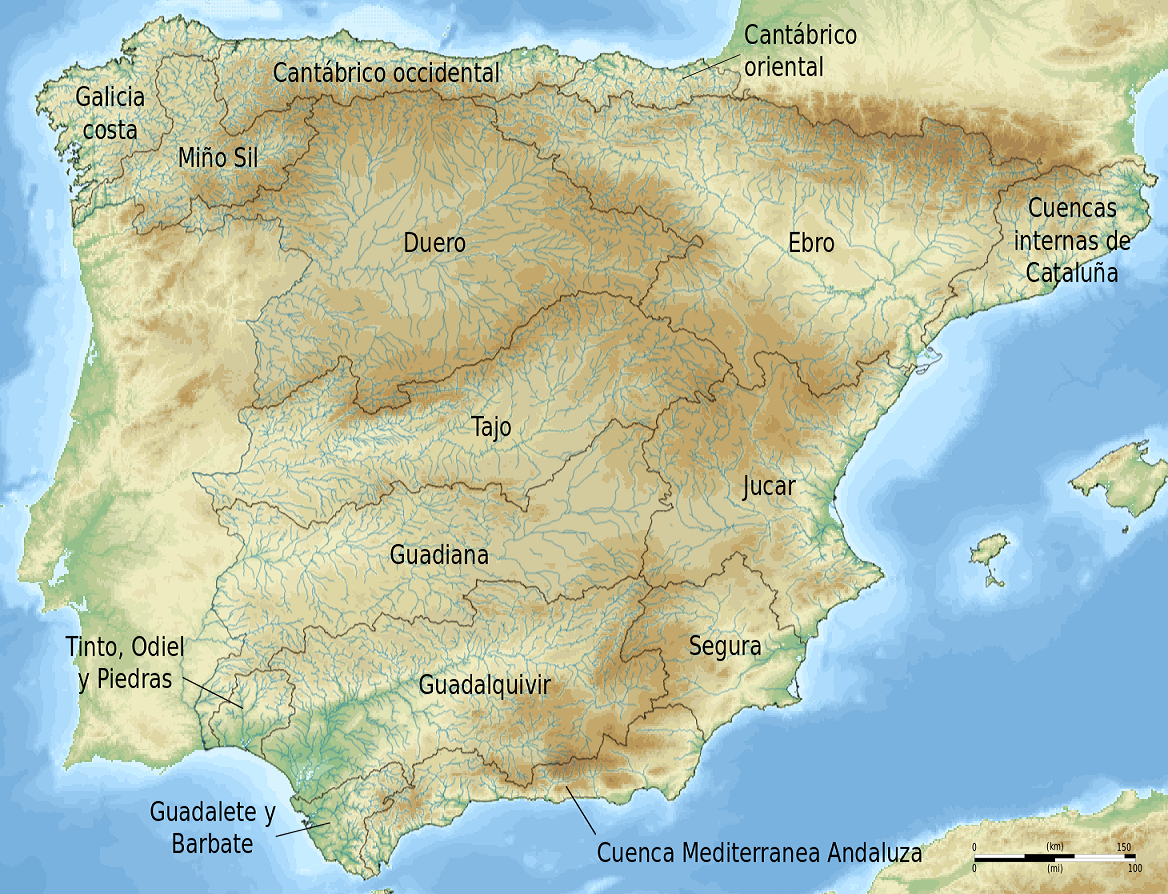
Hydrographie et bassins versants de l'Espagne péninsulaire.

Les principaux fleuves qui coulent en Espagne sont :
- Le Tage (1 006 km)
- L'Èbre (928 km)
- Le Douro (850 km)
- Le Guadiana (744 km)
- Le Guadalquivir (657 km)
- Le Jucar (498 km)
- Le Segura (325 km)
- Le Miño (307 km)

### Biogéographie
- Répartition :

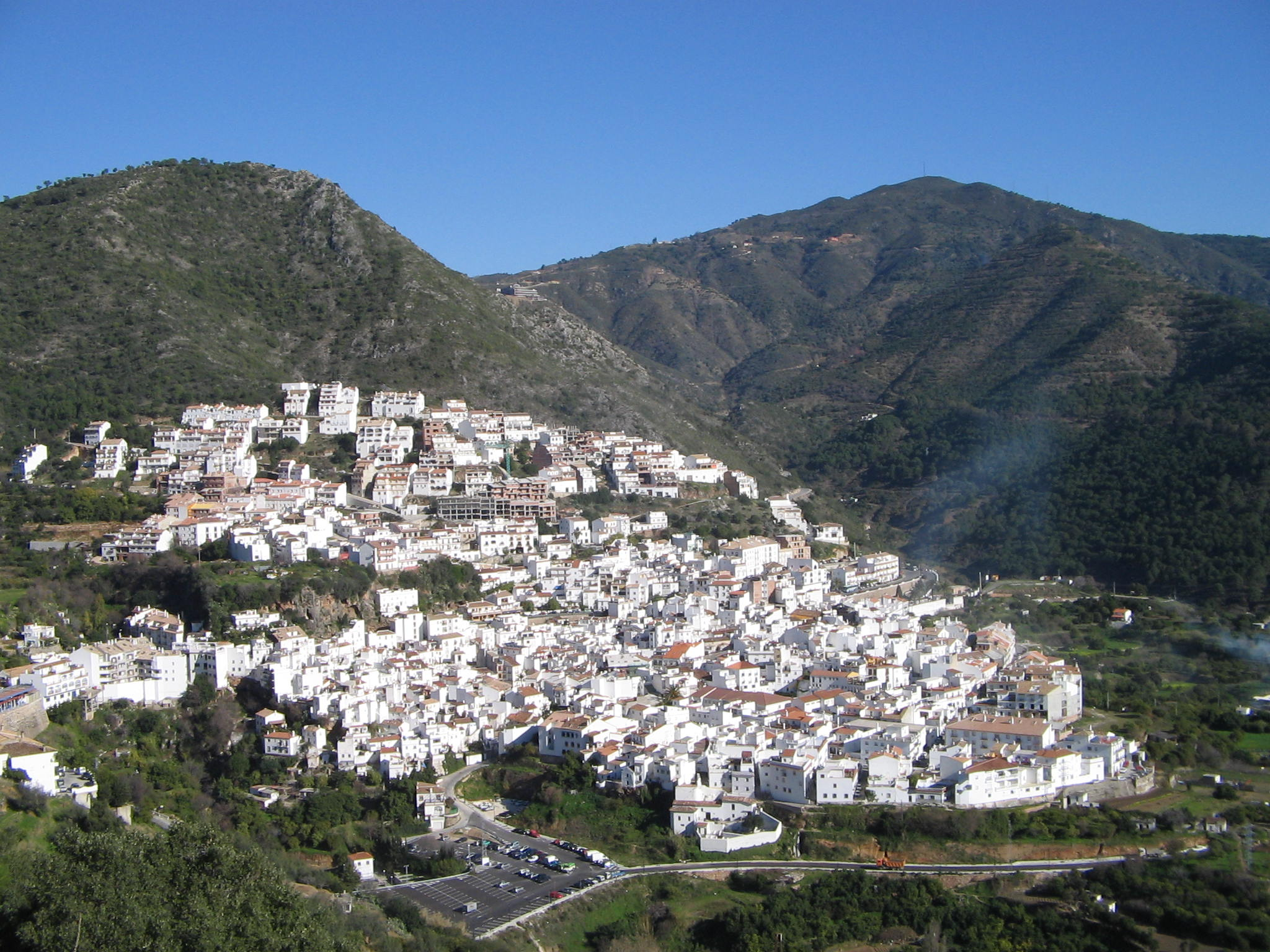
Paysage andalou

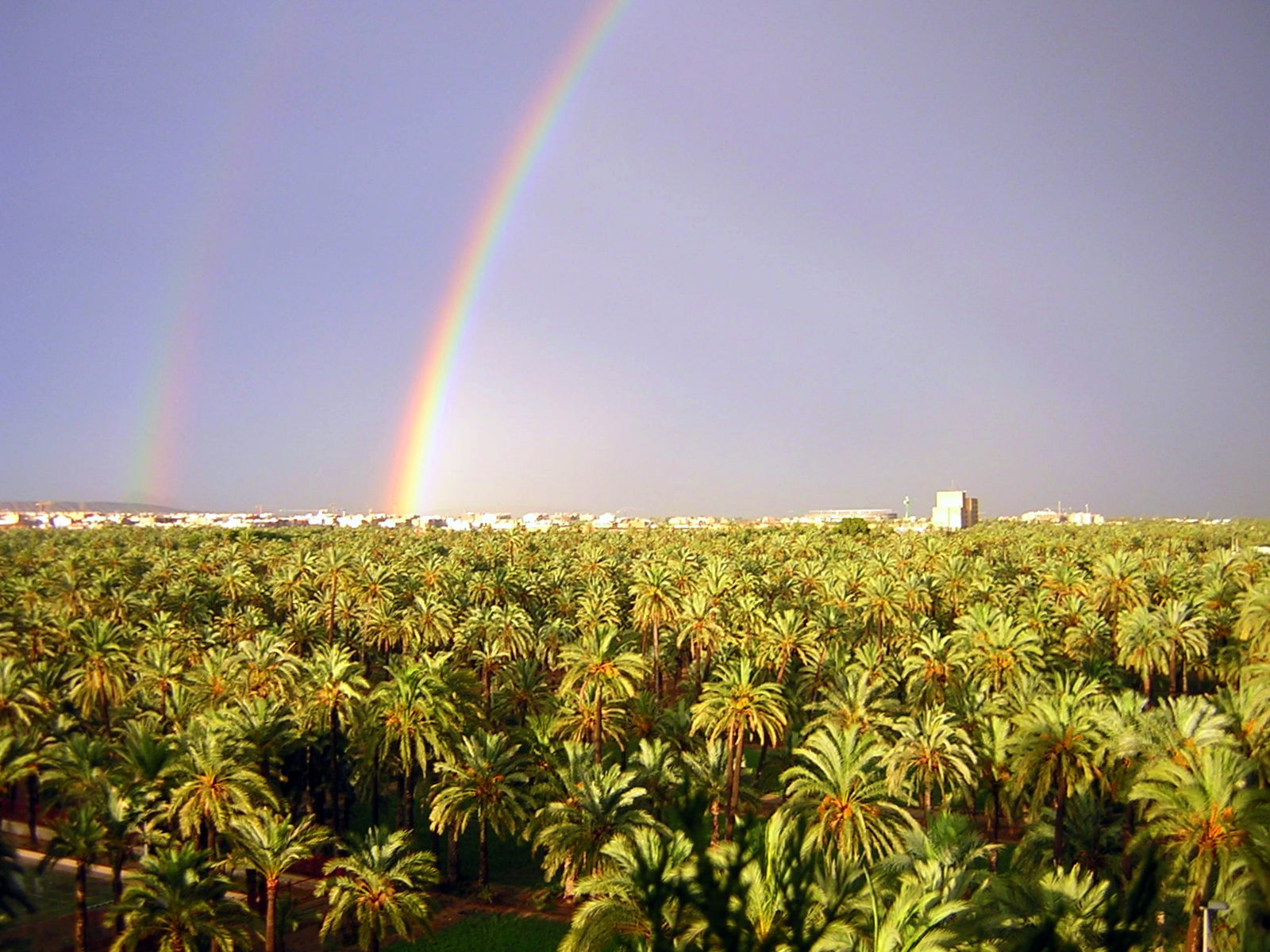
La palmeraie d'Elche, la plus grande palmeraie d'Europe.

  - Milieu méditerranéen : sur la côte méditerranéenne et le sud de l'Espagne, on retrouve les paysages méditerranéens. Des plaines étroites sont situées entre la mer et un arrière-pays montagneux. La garrigue et le maquis forment l'essentiel de la végétation naturelle.
- Les parcs nationaux espagnols :
  - Parc national d'Aigüestortes et lac Saint-Maurice, Catalogne
  - Parc national de l'Archipel de Cabrera, Baléares
  - Parc national de Cabañeros, Castille-La Manche
  - Parc national de la Caldeira de Taburiente, La Palma, îles Canaries
  - Parc national de Doñana, Andalousie
  - Parc national de Garajonay, île de La Gomera, îles Canaries
  - Parc national des Îles Atlantiques de Galice, Galice
  - Parc national d'Ordesa et du Mont-Perdu, Aragon
  - Parc national des Picos de Europa, Asturies, Castille et León, Cantabrie
  - Parc national de la Sierra Nevada, Andalousie
  - Parc national des Tablas de Daimiel, Castille-La Manche
  - Parc national du Teide, Tenerife, îles Canaries
  - Parc national de Timanfaya, Lanzarote, îles Canaries

Les parcs les plus visités (plus d'1,5 million de personnes) sont ceux du Picos de Europa et des îles Canaries.

## Géographie humaine

### Répartition de la population et démographie
Le pays compte officiellement 47 millions d'habitants en 2022.
Le centre du pays est peu peuplé, les Espagnols se concentrent dans les plaines, les côtes et les vallées, exception faite de Madrid. La population a doublé au cours du XXe siècle, surtout grâce au baby-boom des années 1960 et du début des années 1970. Le pays n'a pas été meurtri par les deux guerres mondiales, mais a été pendant longtemps une terre d'émigration, à cause de la crise économique du XIXe siècle jusque dans les années 1970-1980. Depuis les années 1980, le taux de fécondité s'est effondré et la population vieillit notablement.
Mais la population a tout de même augmenté grâce aux retour d'émigrés espagnols. Depuis l'entrée dans l'Union européenne, l'économie a repris de la vigueur et le pays est passé de terre d'émigration à terre d'immigration. De nombreux immigrés viennent d'Amérique latine (38 %), d'Afrique du Nord (14 %), d'Europe de l'Est (16 %) et d'Afrique noire (4 %).
L'immigration clandestine africaine passe par le détroit de Gibraltar, les enclaves espagnoles d'Afrique de Ceuta et Melilla ou encore par les îles Canaries et îles Baléares.

### Géographie économique
La moitié des terres espagnoles ne sont pas cultivées en raison de la sécheresse. L'élevage est pratiqué dans les Pyrénées et dans tout le nord, en raison du climat océanique. L'agriculture céréalière domine en Aragon et en Castille-Léon. La polyculture méditerranéenne et les cultures commerciales irriguées trouvent leur place au sud à l'est. L’Espagne exporte des agrumes et des primeurs dans le reste de l’Europe
Les régions industrielles les plus dynamiques se trouvent autour de la capitale et de Barcelone. Saragosse et Valence sont deux autres pôles industriels secondaires. L'industrie lourde a concerné les régions de Gijón et de Bilbao sur la côte atlantique. Après plusieurs années de crise qui s’est manifestée par la baisse de sa population (433 000 habitants en 1981, 352 000 en 2004), Bilbao connaît un renouveau urbain. Le musée Guggenheim est le symbole de la reconversion de la ville dans le secteur tertiaire. Le port s’est étendu vers la mer Cantabrique. La municipalité mise également sur l’essor de l’université de Deusto. Un nouveau terminal a ouvert à l’aéroport pour faire face à l’augmentation du nombre de touristes. Des firmes multinationales de l'automobile se sont installées à Valladolid (Renault), à Vigo (Peugeot), à Martorell (Seat) ou à Valence (Ford).
Pour l'aéronautique et la haute technologie, les sites de Getafe (communauté de Madrid), Illescas et Puerto Real (Andalousie) participent à la fabrication des avions Airbus.

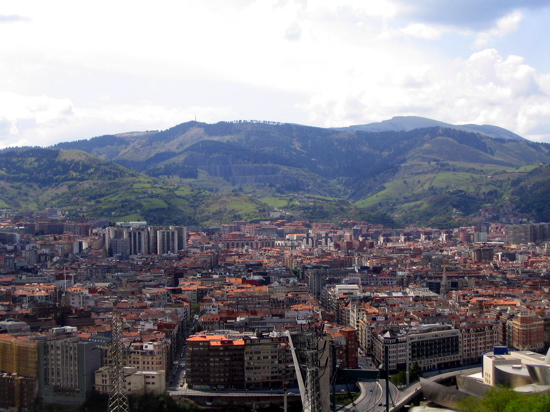
Bilbao

L’Espagne a ouvert son économie à partir des années 1960 et plus sûrement après son adhésion à la CEE en 1986. Madrid est le principal centre universitaire et des affaires mais le secteur tertiaire est également développé à Barcelone. Cette ville a accueilli les Jeux olympiques en 1992.
L'Espagne est le deuxième pays d'accueil des touristes après la France. Elle bénéficie en effet d'atouts divers : les côtes méditerranéennes offrent des plages et des stations balnéaires réputées (Marbella, Malaga, Benidorm, Palma). Les îles Baléares sont ouvertes aux touristes d'Europe du Nord. Les conséquences du développement touristiques sont importantes : il s'agit d'une source importante de revenus. Mais la marbellisation et les problèmes de gestion de l'eau se font également sentir. Les touristes visitent également des villes au patrimoine riche, classé au patrimoine de l'Humanité (Ségovie, Saint-Jacques-de-Compostelle, Ávila, Cáceres (Espagne), Salamanque, Tolède, Cordoue, Alcalá de Henares).

### Géographie des transports

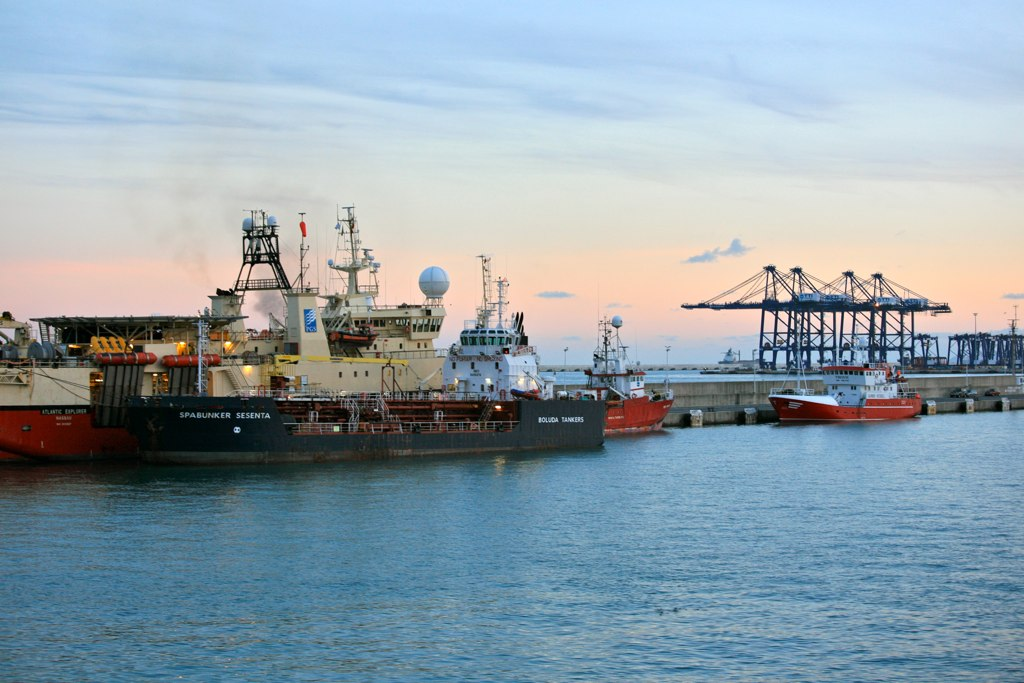
Le port d'Algésiras

Le réseau des autoroutes rayonne à partir de Madrid. Les liaisons transversales sont rares (Bilbao-Valladolid ; Bilbao-Saragosse-Barcelone). Les autres voies importantes empruntent le littoral et les vallées fluviales. L'AVE, train à grande vitesse espagnol, relie Madrid-Atocha à Cordoue et Séville-Santa Justa.
Les principaux ports maritimes sont Bilbao, Tarragone et Algésiras. Cette dernière est la porte de l'Afrique : des ferries la relient à Tanger au Maroc.
L’aéroport international de Madrid-Barajas accueille 40 millions de voyageurs par an. L’aéroport de Baléares n’est pas en reste.

### Géographie politique
L'Espagne est divisée en 17 communautés autonomes et 50 provinces.

### Géographie rurale
L'exode rural entretenu par l'attrait des villes et la mécanisation de l'agriculture, provoque la désertification des campagnes espagnoles ainsi, l'Espagne est le pays d'Europe avec la plus grande proportion de citadins.

### Géographie urbaine

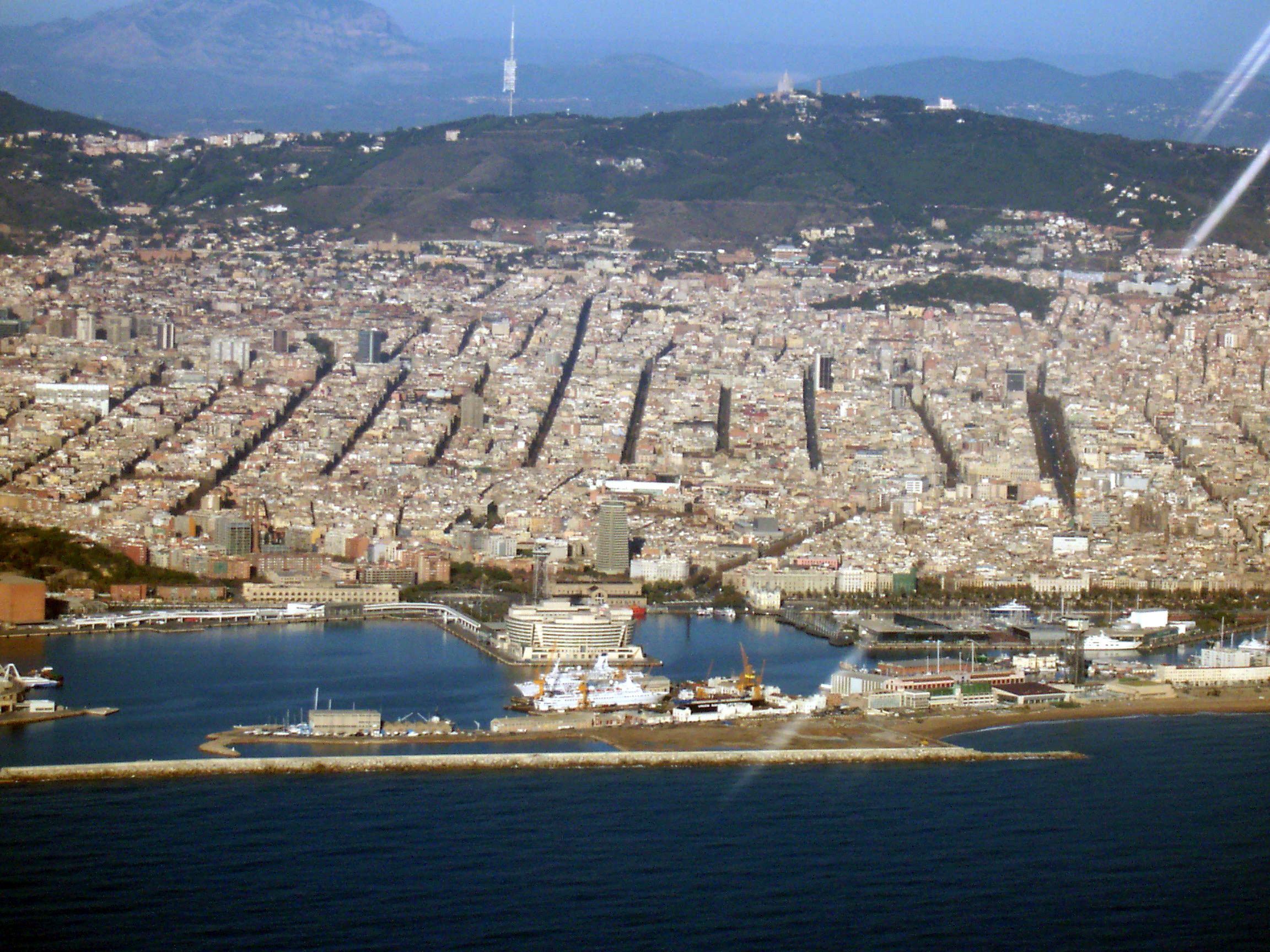
Barcelone, rues de l'Eixample

- Voir l'article Liste des principales villes espagnoles

Les centre-ville espagnols sont marqués par plusieurs influences :
- L'influence romaine est encore visible dans plusieurs sites urbains (aqueduc de Ségovie, ou le pont à Cordoue, remparts de Lugo, vestiges à Tolède et Tarragone...). Elle rattache les villes espagnoles aux autres cités méditerranéennes.
- L'influence arabo-musulmane se fait surtout sentir en Andalousie. Les mosquées (transformées en églises avec la Reconquista), les alcazar ponctuent encore le paysage urbain de Séville, Tolède (Bab Mardum) ou Cordoue (Grande mosquée de Cordoue).
- L'influence médiévale : plusieurs villes ont conservé leurs murailles ; le Moyen Âge est l'époque de l'extension du gothique par le nord.
- L'âge d'or de l'Espagne : avec l'afflux des métaux précieux de l'empire espagnol, le visage des villes se transforme. Philippe II installe sa cour à Madrid.
- L'urbanisme moderne s'exprime en particulier à Barcelone : au XIXe siècle, Ildefons Cerdà se penche sur le quartier de l'Eixample.